# Стасіс Каушиніс
Стасіс Каушиніс (лит. Stasys Kaušinis; нар. 7 травня 1959, Лаукінінкай, Молетський район, Литва) — литовський правозахисник, учасник Литовської Гельсінської групи.

## Життєпис
Народився 7 травня 1959 у Вільнюсі. Протягом 1978–1983 років навчався у Вільнюському технічному університеті Гедиміна, де отримав диплом інженера. У 1984-1987 роках був студентом Вільнюського університету.

## Правозахисна діяльність

### Литовська Гельсінська група
Ще школярем — у вересні 1974 року, за два роки до заснування Литовської Гельсінської групи — познайомився з одним із її майбутніх засновників — Вікторасом Пяткусом. Став наймолодшим активним учасником литовського правозахисного руху, поширюючи його ідеї в середовищі молоді та студентства.

### Правозахисна діяльність у незалежній Литві та за кордоном
У 1991 та 1993 роках був організатором генеральних асамблей Міжнародної Гельсінської федерації (IHF) у Вільнюсі. Протягом 1995–2007 років готував річні звіти щодо порушення прав людини в Литві для IHF (до її банкрутства).
У 1996 році як представник Міжнародної Гельсінської федерації спостерігав за конституційним референдумом у Білорусі. У 1997 році представляв Литовську Асоціацію з прав людини при вступі до складу IHF.